# Giardini Reali di Torino
(Giuseppe Pomba, Descrizione di Torino, 1840)
I Giardini Reali di Torino sono delle aree verdi situate dietro al Palazzo Reale, al Palazzo del Governo e all'Armeria Reale, nel centro storico di Torino, tra piazza Castello e corso San Maurizio; la parte inferiore dei giardini è pubblica. Le aree verdi sono attraversati dai viali I Maggio e dei Partigiani, alla cui confluenza fu eretto nel 1933 il monumento al carabiniere, poi dichiarato monumento nazionale italiano.

## Storia

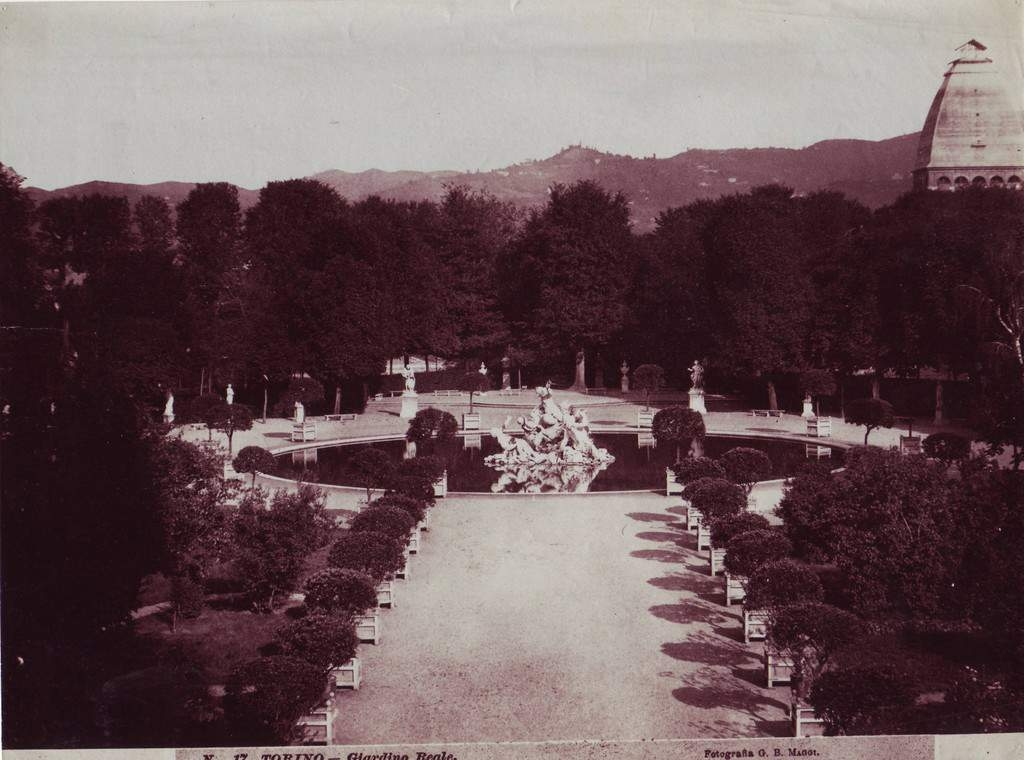
Antica immagine dei Giardini Reali di Torino; nel dettaglio, la fontana dei Tritoni

La storia dei Giardini Reali incomincia nel 1563, anno in cui Emanuele Filiberto optò per il trasferimento della capitale sabauda da Chambéry a Torino. Situati nell'allora estrema periferia della città, presero forma ispirandosi alle maggiori regge d'Europa, al tempo decorate con eleganti giardini, specie di idea toscana (basti pensare alle ville medicee).
Quanto oggi è visibile è in gran parte opera dell'architetto André Le Nôtre, già attivo alla corte di Versailles per committenza dei Borbone e rispecchiava quella che era una caratteristica dei giardini nobiliari europei: i giochi d'acqua e le prospettive floreali. Già nell'epoca di Carlo Emanuele I e di Vittorio Amedeo I di Savoia il giardino aveva subito notevoli ampliamenti, ma è sostanzialmente dal tardo seicento che si avranno, con il lavoro del De Marne (che attuava i progetti del Le Nôtre) i veri e propri splendori.
Al centro della parte recintata dei giardini si può scorgere una vasca in marmo bianco con al centro la Fontana di Nereide e i Tritoni, più semplicemente chiamata "Fontana dei Tritoni". Si tratta di un'opera raffigurante figure mitologiche: una Nereide (ninfa marina) circondata da Tritoni (i figli del dio Poseidone). A sua volta, la vasca è circondata da dodici statuette di esseri metà umani e metà acquatici. L'opera fu concepita dallo scultore di corte Simone Martinez (1689-1768) nel 1765-1768.
Triste degrado di tutto il complesso verde si ebbe durante il periodo napoleonico, durante il quale non mancarono le spoliazioni ed i saccheggi, terminati soltanto nel 1805 a seguito della nomina del giardino a Parco Imperiale. Prima del ritorno dei Savoia, a seguito della Restaurazione, quel Giuseppe Battista Piacenza che già aveva lavorato per il secondo piano del Palazzo Reale ebbe l'incarico di restaurare alcune statue settecentesche raffiguranti le Quattro Stagioni e i grandi vasi celebrativi provenienti dalla reggia di Venaria Reale, e questa fu sostanzialmente l'ultima grande modifica che subì il giardino; qualche statua venne ancora posta verso la fine dell'Ottocento, quando, per volontà di Vittorio Emanuele II, si posero qui le raffigurazioni marmoree di Amedeo VI di Savoia, Vittorio Amedeo I e Vittorio Amedeo II, ma lo spostamento della capitale a Firenze ridimensionò notevolmente l'importanza del luogo.
In seguito a un perdurante stato di degrado, nel luglio del 2021 sono terminati i lunghi lavori di restauro delle mura e della fontana, che hanno interamente restituito la bellezza delle opere.